# Milionia requina
Milionia requina là một loài bướm đêm trong họ Geometridae.